# دانشکده طب سنتی ایرانی تهران
دانشکده طب سنتی دانشگاه علوم پزشکی تهران اولین دانشکده طب سنتی ایران است.

## گروه‌های آموزشی
- گروه آموزشی طب ایرانی
- گروه آموزشی داروسازی سنتی
- گروه آموزشی تاریخ پزشکی

## تاریخچه
مقدمات راه اندازی و تصویب رشته طب سنتی در سال ۱۳۸۵ در وزارت بهداشت فراهم گردید. چهار دانشگاه علوم پزشکی تهران، علوم پزشکی شهید بهشتی، علوم پزشکی ایران و شاهد برای جذب دانشجو اعلام آمادگی کردند. اولین دانشکده طب سنتی ایران در دانشگاه علوم پزشکی تهران در سال ۱۳۸۶ افتتاح شد.